# カートン光学
カートン光学株式会社（英: Carton Optical Industries, Ltd.）は、日本の光学機器メーカーである。

## 歴史
- 1930年（昭和5年） - 加藤六次郎商店として創業。
- 1941年（昭和16年）12月9日 - 株式会社となる。
- 1964年（昭和39年） - 現在の社名に商号変更。
- 1988年（昭和63年） - 埼玉県上尾市にあった工場をタイ王国ナワナコン工業団地に工場移設（サイアム工場）
- 2018年（平成30年） - 東京都台東区上野にあった本社を東京都新宿区へ移転
- 2020年（令和2年） - 本社を神奈川県相模原市南区相模大野へ移転
- 2024年（令和6年） - 商品センターを埼玉県北足立郡伊那町栄へ移転

## 望遠鏡
現在は取り扱っていない。
- コメットシーカー - 対物レンズは有効径60mm焦点距離710mmのアクロマート。当時としては短焦点で小型軽量であった。

## 双眼鏡
- ア・トレ　シリーズ

## 顕微鏡
- ズーム式実体顕微鏡-DSZシリーズ（総合倍率10-44倍）、SPZシリーズ（総合倍率6.7-50倍）、CPZシリーズ（総合倍率8.5-60倍）
- 固定倍率式実体顕微鏡-NSWシリーズ（1倍、2倍、3倍、4倍）
- 生物顕微鏡-CGシリーズ、CIシリーズ
- 小型金属顕微鏡-CTLシリーズ

## ルーペ
- 宝石鑑定用　カリナンシリーズ
- 作業用ヘッドルーペ　Shi-Ra-Raシリーズ